# Andrușul de Jos
Andrușul de Jos è un comune della Moldavia situato nel distretto di Cahul di 2.125 abitanti al censimento del 2004.